# Grabhügel mit Bestattungen der Hallstattzeit (Kollbach)

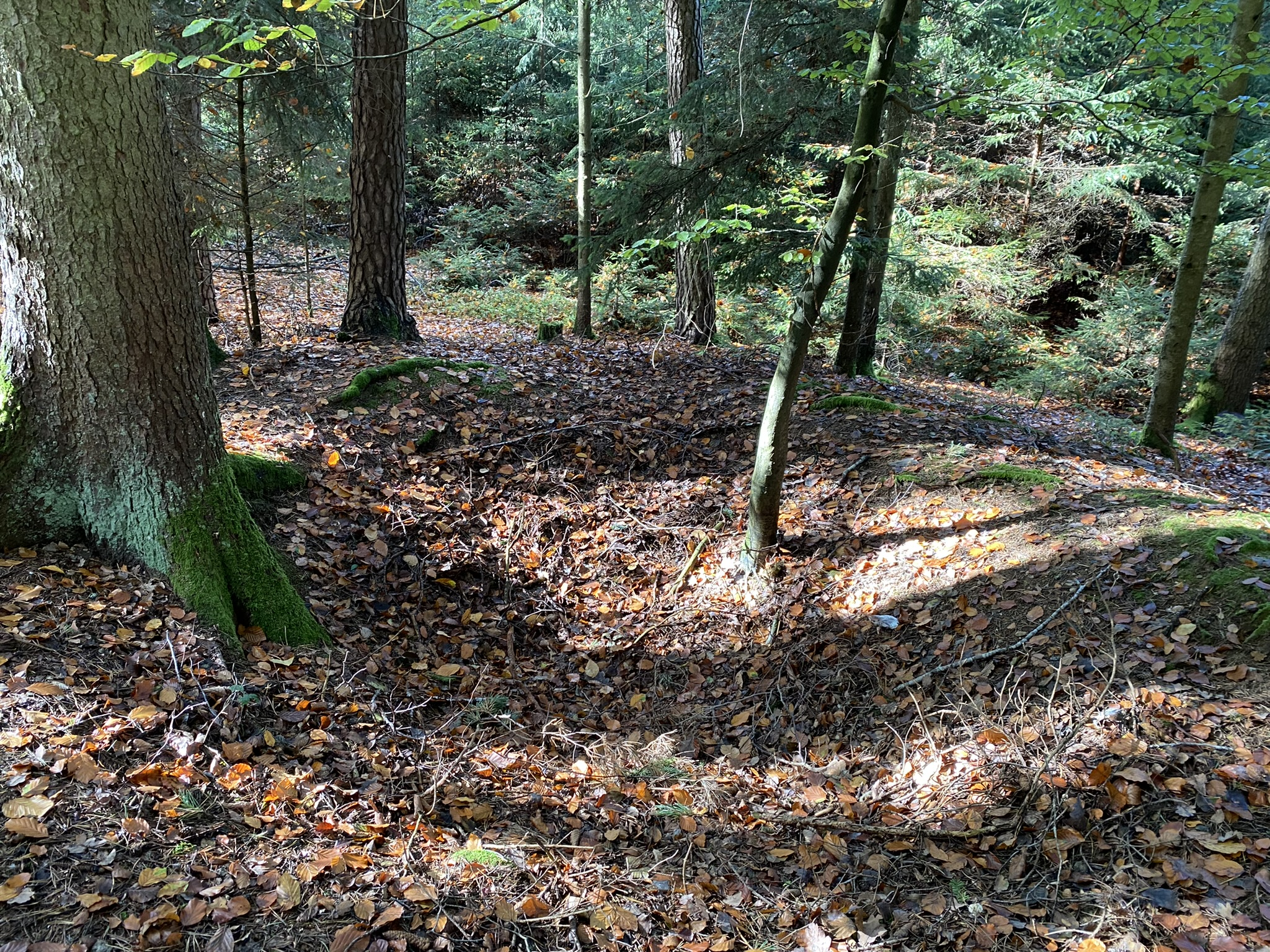
Ein laut Petershausener Ortschronik um 1865 geplündertes bronzezeitliches Hügelgrab auf dem Petershausener Wendelstein

Der Grabhügel mit Bestattungen der Hallstattzeit in Kollbach, einem Ortsteil von Petershausen im oberbayerischen Landkreis Dachau, ist ein geschütztes Bodendenkmal.

## Beschreibung
Von frühgeschichtlicher Bedeutung sind zehn Grabhügel, die sich im Bereich der höchsten Erhebung eines lokal als Wendelstein bezeichneten Hügels befinden. Zum Ursprung dieser Grabhügel sind unterschiedliche, teils widersprüchliche Angaben zu finden. Danach sind diese Grabhügel zwischen 1600 und 1350 v. Chr. entstanden, wären also bronzezeitlichen Ursprungs. Nach Angaben in der Bayerischen Denkmalliste stammen sie jedoch aus der Hallstattzeit. Dieser Bereich ist als Bodendenkmal D-1-7534-0004 geschützt.